# Lista episoadelor din Magicienii din Waverly Place (Sezonul 1)
| România | România | România  | România            | România         |
| Sezon   | Sezon   | Episoade | Primul episod      | Ultimul episod  |
| ------- | ------- | -------- | ------------------ | --------------- |
|         | 1       | 21 / 21  | 19 septembrie 2009 | 24 aprilie 2010 |

| Statele Unite | Statele Unite | Statele Unite | Statele Unite     | Statele Unite  |
| Sezon         | Sezon         | Episoade      | Primul episod     | Ultimul episod |
| ------------- | ------------- | ------------- | ----------------- | -------------- |
|               | 1             | 21            | 12 octombrie 2007 | 31 august 2008 |

Selena Gomez și David Henrie apar în toate episoadele.

Jake T. Austin este absent într-un episod.

David DeLuise și Maria Canals Barrera sunt absenți în 2 episoade.

Jennifer Stone este absentă în 9 episoade.
| # | # / Sezon | Titlu                                                                                    | Regizat de      | Scris de                                   | Premieră originală | Premieră, România  | Cod |
| --- | --------- | ---------------------------------------------------------------------------------------- | --------------- | ------------------------------------------ | ------------------ | ------------------ | --- |
| 1 | 1         | „Reducerea nebună de 10 minute” „The Crazy 10 Minute Sale”                               | Fred Savage     | Todd J. Greenwald                          | 12 octombrie 2007  | 19 septembrie 2009 | 102 |
| Alex vrea să meargă la Reducerea nebună de 10 minute, dar tatăl ei, de asemenea profesorul ei de magie, Jerry îi spune că nu poate pierde ora de magie. Ea își face un plan pentru a se furișa de la ora de magie și a putea cumpăra o geacă înaintea rivalei ei, Gigi Hollingsworth. Alex decide să se furișeze duplicându-se și punându-și frații ca acoperire. Vrăji: Persona Dualis - abilitatea de a duplica ceva Invitat special: Skyler Samuels ca Gigi Hollingsworth. |           |                                                                                          |                 |                                            |                    |                    |     |
| 2 | 2         | „Primul Sărut” „First Kiss”                                                              | Joe Regalbuto   | Vince Cheung Ben Montanio                  | 19 octombrie 2007  | 26 septembrie 2009 | 104 |
| Alex dă timpul înapoi pentru a-i da lui Justin 18 șanse de a o săruta pentru prima dată pe Miranda, dar nu reușește să o facă cum trebuie. Între timp Max creează un sandwich care este unul din tre puținele, considerate pentru sandwich oficial New York Mats, dar se pare că nu își poate amintii ingredientele. Vrăji: McReary TimeReary - abilitatea de a da timpul înapoi Invitați speciali: Jim Wise ca Dl. Malone, Bryant Johnson ca Matt, Lucy Hale ca Miranda, Wayne Fereman ca Dl. Kaminsky |           |                                                                                          |                 |                                            |                    |                    |     |
| 3 | 3         | „Aproape m-am înecat în fântâna de ciocolată” „I Almost Drowned in a Chocolate Fountain” | Joe Regalbuto   | Gigi McCreery Perry Rein                   | 26 octombrie 2007  | 3 octombrie 2009   | 105 |
| Alex decide să trișeze la testul de Spaniolă folosind un elf de buzunar, care au cunoștințe mari în subiecte diverse. Trișează cu succes și îi este permis să iasă la o întâlnire în acea seară. Pentru a se răzbuna pe Alex, Justin și Max pun elful în poșeta ei, iar acesta o mușcă cauzândui lui Alex o obsesie pentru ciocolată. Invitați speciali: Al Madrigal ca Elful de buzunar spaniol, Brian Kubach ca Rilez, Jack Plotnick ca Elf de buzunar Dublură de cascadorie: Sonja Musterman |           |                                                                                          |                 |                                            |                    |                    |     |
| 4 | 4         | „Angajat Nou” „New Employee”                                                             | Bob Berlinger   | Peter Murrieta                             | 2 noiembrie 2007   | 10 octombrie 2009  | 107 |
| După ce o angajează pe Harper, Alex folosește "Vraja Slujitoarei" pentru a o ajuta pe Harper să treacă peste lipsa ei de abilități de chelneriță. Totuși, planul ei se întoarce împotriva ei când Harper devine prea strictă și ajunge să o concedieze pe Alex din a-i fi prietenă. Între timp, Justin începe o afacere cu meditații care îl supără pe Frankie Vrăji: Ia această fată fără-ndemânare și transform-o-n slujitoare. Ia această slujitoare grozavă și fă-o neîndemânatică. Invitată specială: Paulie Litt ca Frankie Dublură de cascadorie: Mark Munoz Absent: Jake T. Austin ca Max Russo |           |                                                                                          |                 |                                            |                    |                    |     |
| 5 | 5         | „Un Nou Magician În Oraș” „Disenchanted Evening”                                         | Mark Cendrowski | Jack Sanderson                             | 9 noiembrie 2007   | 17 octombrie 2009  | 114 |
| Alex întâlnește la școală un alt vrăjitor, TJ Taylor, pe care părinții îl lasă să folosească magia oricând, aceștia fiind vrăjiți de el. Acest lucru fiind ceea ce își dorește și Alex de la părinții ei mult mai conservatori. Printr-o întorsătură a evenimentelor, Jerry și Theresa sunt vrăjiți și îi acceptă toate dorințele lui Alex, dar Alex devine îngrijorată și încearcă să îi facă să revină la normal. Vrăji: Clătitus gustosus (Commakus Pancakus) - abilitatea de a invoca o farfurie cu clătite. Transportium Nextorbitorium - abilitatea de teleportare pe o altă planetă Invitat special: Daryl Sabara ca T.J. Taylor Absentă: Jennifer Stone ca Harper Finkle |           |                                                                                          |                 |                                            |                    |                    |     |
| 6 | 6         | „Lecția de Conducere a Covorului” „You Can't Always Get What You Carpet”                 | Fred Savage     | Peter Murrieta                             | 10 noiembrie 2007  | 19 septembrie 2009 | 101 |
| Alex dă peste vechiul covor magic al lui Jerry și îl convinge să o învețe să zboare. Tratând-o pe Alex ca pe fetița sa toată viața ei, devine nerăbdător și frustrat când îi dă lecții de zbor. Absentă: Jennifer Stone ca Harper Finkle |           |                                                                                          |                 |                                            |                    |                    |     |
| 7 | 7         | „Alegerea lui Alex” „Alex's Choice”                                                      | Bob Berlinger   | Matt Goldman                               | 16 noiembrie 2007  | 24 octombrie 2009  | 109 |
| Gigi le invită pe Alex și Harper la petrecerea ei anuală care are loc la Holtelul Fleur BlaBluBlaBluFaGluFa (Fleur DuFlaDuFlaDuFla). Alex încearcă să o convingă pe Harper să nu meargă, deoarece află că Gigi are planuri de a o face pe Harper de râs încoronând-o cea mai mare ratată. Întretimp, Justin și Max trimit o glumă prin poștă, una în care spun că sunt naufragiați pe o insulă pustie în "Marea de lavă", și primesc ajutor nedorit de la magicienii de urgență. Vrăji: Unii oameni sunt comori, alții sunt înșelători, ca să aflu cine este, dă-mi ureche de liliac - abilitatea de a transforma urechea cuiva în una de liliac Unii sunt răi, unii sunt buni, dar toți vor spune ce gândesc - vraja adevărului Inivtați speciali: Skyler Samuels ca Gigi , Brian Scolaro ca Goblin , Michael A. Shepperd ca Ofițer Absent: David DeLuise ca Jerry Russo |           |                                                                                          |                 |                                            |                    |                    |     |
| 8 | 8         | „Ține-ți dragonul în frâu” „Curb Your Dragon”                                            | Bob Berlinger   | Gigi McCreery Perry Rein                   | 30 noiembrie 2007  | 06 ianuarie 2010   | 108 |
| Alex îi cumpără lui Justin un dragon fermecat deghizat în câine, pentru că se simțea vinovată de pierderea câinelui lui Justin, Willie acum 9 ani. Totuși încă poate scuipa foc și să zboare, deci trebuie să le ascundă asta părinților și să îi facă să creadă că e doar un câine. Vrăji: Mimoza Espinoza - abilitatea de a transforma un om în animal Huminoza Espinoza - anularea vrăjii anterioare Absentă: Jennifer Stone ca Harper Finkle |           |                                                                                          |                 |                                            |                    |                    |     |
| 9 | 9         | „Filme” „Movies”                                                                         | Mark Cendrowski | Justin Varava                              | 21 decembrie 2007  | 07 ianuarie 2010   | 113 |
| Sătulă să fie tratată ca un copil, Alex vrea să meargă la un film interzis sub 17 ani cu prietenii lui Justin și accidental intră în film, de unde Justin trebuie să o falveze. Între timp, Theresa îl tratează pe Max ca pe un bebeluș deoarece consideră că Alex și Justin cresc prea repede. Vrăji: Mulțumește-mi stomacul gol, fă-mi un sandviș cu und de arahide și jeleu. - the ability to transform some one into a peanut butter and jelly sandwich Chiar dacă îmi plac gustările delicioase, îl prefer pe fratele meu Max - abilitatea de a-l transforma pe Max dintr-un sandviș înapoi în om Ne-am săturat de această frică, așa că grăbește-te și scoate-ne de aici - abilitatea de teleportare în beciul filmului Night of the Halloween Sorority Party Disaster 2 Mi-e frică de ce s-ar putea întâmpla mai departe, așa că dune la Mondoplex - abilitatea de a teleporta la Mondoplex Invitați speciali: Tiffany Thornton ca Susan, Malese Jow ca Ruby Donahue Absentă: Jennifer Stone ca Harper Finkle |           |                                                                                          |                 |                                            |                    |                    |     |
| 10 | 10        | „Sparge-mă și cădem amândoi” „Pop Me And We Both Go Down”                                | Bob Berlinger   | Vince Cheung Ben Montanio                  | 06 ianuarie 2008   | 08 ianuarie 2010   | 103 |
| Când lui Justin îi apare un coș pe frunte chiar înainte de bal, Alex încearcă să scape de el și accidental îl aduce la viață. Alex și Max caută trofeul tatălui lor care a prins viață accidental și el, pentru a învăța magia inversă și a-l ajuta pe Justin. Vrăji: Murrieta Animata - abilitatea de a aduce la viață ceva Garibay Immobilitay - abilitatea de a inversa vraja Murrieta Animata Invitați speciali: Zone ca DJ, J.R. May ca prieten solid, Charlie Bodin ca omul trofeu, Lucy Hale ca Miranda, Curtis Armstrong ca și coș Absentă: Jennifer Stone ca Harper Finkle |           |                                                                                          |                 |                                            |                    |                    |     |
| 11 | 11        | „Comoție și poțiune” „Potion Commotion”                                                  | Bob Berlinger   | Todd J. Greenwald                          | 10 februarie 2008  | 09 ianuarie 2010   | 110 |
| Justin vrea să fie ales pentru Conferința internațională școlar la U.N., dar întâlnește competiție de la un coleg popular al lui Alex de care ei îi place. Alex plănuiește să folosească o poțiune de dragoste pentru a-l face să se îndrăgostească de ea, de asemenea îl ajută pe Justin să îi saboteze întâlnirea. Din păcate, Alex accidental bea toată poțiunea și devine obsedată de sine. După ce poțiunea se dezactivează, are unele efecte secundare, Alex își trimite o gramadă de flori. Între timp, puterile lui Max de vrăjitor apar, și trebue să poarte o pălărie urâtă pentru a le ține sub control. Vrăji: Levitatus Liquidatus - abilitatea de a levita lichide Invitați speciali: Bill Chott ca Mr. Laritate, Shane Lyons ca Brad Sherwood Absentă: Jennifer Stone ca Harper Finkle |           |                                                                                          |                 |                                            |                    |                    |     |
| 12 | 12        | „Sora mai mică a lui Justin” „Justin's Little Sister”                                    | Andrew Tsao     | Eve Weston                                 | 09 martie 2008     | 16 ianuarie 2010   | 117 |
| Când Alex devine nervoasă că toată lumea o compară cu Justin, ea face o dorință cu un duh să nu o mai compare nimeni cu fratele ei. Duhul îi îndeplinește dorința, însă toată lumea l-a uitat pe Justin mai puțin Alex. Ea își mai pune o dorință și iar intră în bucluc deoarece l-a făcut pe Justin invizibil. După ce i-au explicat situația lui Jerrym ei încearcă să rezolve problema și să întoarcă tot răul făcut de duh. Vrăji: Suntem mici și mărunței, du-ne înăuntru să-l vedem pe duh - abilitatea de a intra în lampa lui Gennie. Suntem mici și mărunței, vizita duhului s-a sfârșit - abilitatea de a te teleporta din lampa lui Gennie. Invitați speciali: Candace Brown II ca Genie, Bill Chott ca Dl. Laritate Alți invitați: Monica Anne Parales ca Wendy Bott, Veronica Sixtos ca Nellie Rodriguez, Christopher Johnson ca un prieten. |           |                                                                                          |                 |                                            |                    |                    |     |
| 13 | 13        | „Școala de Macigieni, Partea 1” „Wizard School (Part 1)”                                 | Mark Cendrowski | Vince Cheung Ben Montanio                  | 06 aprilie 2008    | 23 ianuarie 2010   | 111 |
| Jerry și Theresa îi trimit pe Alex și Justin la o școală de magie numită Wiz Tech peste vară. În timp ce Justin excelează, Alex întră în bucluc. Între timp, Max și Jerry ies la camping pe terasă, după ce Theresa zice că nu ar fi destul de bărbați. Vrăji: Mailius Spontaneos (numele persoanei sau locul) - abilitatea de a trimite poșta oricui oriunde instantaneu (funcționează doar cu cheia portalului) Din cap până în picioare, o trompă de elefant va crește - abilitatea de a transforma nasul cuiva într-o trompă de elefant Invitați Speciali: Josh Sussman ca Hugh Normous, J. Evan Bonifant ca Jerko Phoenix, Octavia Spencer ca Dr. Evilini Absentă: Jennifer Stone ca Harper Finkle |           |                                                                                          |                 |                                            |                    |                    |     |
| 14 | 14        | „Școala de Macigieni, Partea 2” „Wizard School (Part 2)”                                 | Mark Cendrowski | Gigi McCreery Perry Rein                   | 06 aprilie 2008    | 30 ianuarie 2010   | 112 |
| Alex încearcă să o oprească pe profesoara diabolică Dr. Evilini de la Wiz Tech să nu îi fure puterile lui Justin în timpul unui campionat școlar numit "12 Mingi". La sfârșitul campionatului Alex folosește vraja adevărului pentru a face ca Dr. Evilini să fie arestată și pentru a-l salva pe Justin. Între timp o femeie încearcă să fure clienții de la Sub Station făcând reclama la Bolul de salată. Vrăji: Unii sunt răi, unii sunt buni, dar toți vor spune ce gândesc - vraja adevărului Scritipoliti Nochititi - abilitatea de a face pe cineva să nu poată să renunțe Invitați speciali: Ian Abercrombie ca Directorul Crumbs, Octavia Spencer ca Dr. Evilini, J. Evan Bonifant ca Jerko Phoenix, Robyn Moran ca Fata îmbrăcată în Bolul de Salată, Josh Sussman ca Hugh Normous Alți invitați: Adam Conger ca Băiatul Hot Dog , Craig Watkinson ca Băiatul Cutie de suc Absentă: Jennifer Stone ca Harper Finkle Notă: Asta este a doua oară când se folosește vraja adevărului. Prima dată a fost folosită în episodul 7, Alegerea lui Alex |           |                                                                                          |                 |                                            |                    |                    |     |
| 15 | 15        | „Supranaturalul” „The Supernatural”                                                      | Mark Cendrowski | Matt Goldman                               | 18 mai 2008        | 6 martie 2010      | 115 |
| Justin folosește magia pentru a intra în echipa de baseball a școlii și a o impresiona pe Kari (Chelsea Staub). Între timp Alex încearcă să îl impresioneze pe Riley făcândul să creadă că ea aduce noroc echipei. Vrăji: Tomnunane Kinesis - abilitatea telekineziei Cerebellum Erasis - abilitatea de a goli mintea tuturor; îl afectează și pe cel care face vraja Invitați speciali: Brian Kubach ca Riley, Chelsea Staub ca Kari Landsdorf, Michael Patrick McGill ca Ump Co-invitați: Lee Davis ca Henry, Joey "Coco" Diaz ca Noul Băiat, Adam Gregory ca Student, Ezra Weisz ca Părinte Absent: Maria Canals Barrera ca Theresa Russo |           |                                                                                          |                 |                                            |                    |                    |     |
| 16 | 16        | „Alex la mijloc” „Alex in the Middle”                                                    | Bob Berlinger   | Matt Goldman                               | 15 iunie 2008      | 13 martie 2010     | 106 |
| Fratele lui Jerry, Kelbo Russo, vine în vizită. Le arată copiilor o altă metodă de antrenament pentru vrăjitori (lăsânduși să își folosească puterile). Alex îl vrea pe Kelbo ca profesor, dar Kelbo se dovedește ca fiind iresponsabil și incompetent cu puterile sale asemeni lui Alex. Iar copii află că tatăl lor,Jery Russo,este cel care și-a păstrat puterile,învingându-l pe Kelbo dar pentru a se căsători cu Terresa,Jerry îi dă puterile fratelui său,Kelbo. Absentă: Jenifer Stone ca Harper Finkle |           |                                                                                          |                 |                                            |                    |                    |     |
| 17 | 17        | „Carnetul de note” „Report Card”                                                         | Andrew Tsao     | Gigi McCreery, Perry Rein & Peter Murrieta | 29 iunie 2008      | 20 martie 2010     | 118 |
| Alex, Justin și Max își primesc carnetele de note vrăjitorești. Pentru a ascunde faptul că e groaznică, Alex încearcă să distrugă carnetul de note, dar de fiecare dată dă greș. Când Jerry și Theresa devin suspicioși, Alex se panichiează și îi transformă în cobai. Vrăji: Acest (lucru sau persoană) nu mai este, un (obiect sau persoană) ar trebui să îl completeze - abilitatea să transformi lucruri Nu ai respectat nicio responsabilitate, spune la revedere abilității tale magice - abilitatea de a opri puterile unui magician Cobaiul este un Costumier Prost, Transformă-l într-un profesor - abilitatea de a-l transforma pe Profesorul Crumbs, din cobai în om Cobaii sunt mici prostuți și păroși, fă-i oameni ca să îi găsim pe Theresa și Jerry Invitați speciali: Ian Abercrombie ca Directorul Crumbs, Charlie Adler ca vocea Report Card Co-invitați: Dan Benson ca prietenul nr. 1, Kara Taitz în rolul cobaiului nr. 1, Keith Blaney în rolul cobaiului nr. 2 |           |                                                                                          |                 |                                            |                    |                    |     |
| 18 | 18        | „Verificarea de credit” „Credit Check”                                                   | Fred Savage     | Todd J. Greenwald                          | 6 iulie 2008       | 27 martie 2010     | 121 |
| Simțul rafinat pentru modă a lui Alex o ajută să intre în redacția unei reviste de modă, dar angajatorul ei i-a tot creditul pentru ideile sale. Apoi plănuiește cu Harper un spectacol de modă cu haine urâte pentru a se răzbuna. Între timp, Justin încearcă să o impresioneze pe Millie care lucrează la Sub Station, dar se pare că are prieten. Vrăji: Gialsjay Timesday - abilitatea de a îngheța timpul (durează numai dacă stai întru-un picior) Invitați speciali: Sara Paxton ca Millie, Jeffrey Christopher Todd ca Jeffrey, Julia Duffy ca D-na Angela Co-invitați: Gavin Houston ca Paul, Kristin Caldwell ca Asistent, Brian Elerding ca Jack |           |                                                                                          |                 |                                            |                    |                    |     |
| 19 | 19        | „Alex Precipită Primavara” „Alex's Spring Fling”                                         | Victor Gonzalez | Matt Goldman                               | 20 iulie 2008      | 10 aprilie 2010    | 119 |
| Riley o părăsește pe Alex deoarece ea este mereu geloasă. Ea plănuiește să întoarcă foaia și să îl faca și pe el gelos. Alex animează un manechin, numindu-l "Manny Kin". Cu toate acestea, Manny se îndrăgostește de Alex, avertizând-ul că nu mai poate să îl transforme înapoi. Alex animează păpușa prețioasă a lui Justin numită Femeia Calico, încercând să îl facă pe Manny să se îndrăgostească de ea. Între timp, Justin este lăsat să aibă grijă de casă cât părinții lui sunt plecați din oraș, însă poziția de șef i se urcă la cap. Vrăji: Murrieta Animata - abilitatea de a anima orice obiect Murrieta Animata Mare - abilitatea de a anima orice obiect în mărimea umană Invitați speciali: Matt Smith ca Manny, Lauren Phillips ca Femeia Calico, Brian Kubach ca Riley Co-invitați: J.R. May ca Bully, Eddie Pepitone ca Carter, Dallas Lovato ca Fată, Andrew Elvis Miller ca Persoană în Mulțime, LeShay Tomlinson ca Passerby Note: Asta e ultima apariție a lui Riley. Acesta este al doilea episod în care sunt folosite vrăjile Murrieta Animata și Garibay Immobilitay. Prima oară au fost folosite în episodul 10, "Sparge-mă și cădem amândoi |           |                                                                                          |                 |                                            |                    |                    |     |
| 20 | 20        | „Aniversarea de 15 ani” „Quinceanera”                                                    | Victor Gonzalez | Gigi McCreery Perry Rein                   | 10 august 2008     | 1 aprilie 2010     | 116 |
| Familia îi pregătește lui Alex Quinceanera, o petrecerea tradițională pentru a-i marca călătoria spre a deveni femeie în cea de a-15-a aniversare. Theresa face toate planurile, făcându-i petrecerea în cea vrea ea și nu ascultă criticile lui Alex.Aceste lucruri o enervează pe Alex, așa că ea își schimbă corpul cu Theresa, care nu putea să facă o Quinceanera când avea și ea 15 ani. La petrecere participă și bunica Magdalena, care își uită responsabilitatea de a-i învăța pe Max și Justin să danseze salsa. La sfârșit, totul este rezolvat, Theresa realizează greșeala ei și o lasă pe Alex să aibă petrecerea cum vrea. Vrăji: (Nume și nume) Cambia Coporum, Meum Corpora, Sua Nominavi - abilitatea de a face schimb de corpuri Invitat special: Belita Moreno ca Magdalena Co-apariții: Adam Bay ca Richard, Gabrielle Dennis ca Candace Note: Numele real al lui Alex este Alexandra Margarita Russo. |           |                                                                                          |                 |                                            |                    |                    |     |
| 21 | 21        | „Piesă de muzeu” „Art Museum Piece”                                                      | Victor Gonzalez | Vince Cheung Ben Montanio                  | 31 august 2008     | 24 aprilie 2010    | 120 |
| Alex trebuie sa mearga la muzeu pentru a nu pierde puncte la medie.Justin o insoteste dar ea pleaca cu Harper pentru a vinde 'bijuterii'.Ea readuce la viata pe Mona Lisa,Baiatul Albastru,Tipatul si Van Gogh.Max si Jerry se joaca fotbal in casa fapt care o enerveaza pe Theresa. Vrăji: Treci prin, pătrunde prin - abilitatea de a trece prin copruri solide 'Fete din poza,iesiti din pictura. - abilitatea de a reinvia un personaj din o pictura Picturi cu fete,mergeti la locurile voaste(loc si an) - abilitatea de a trimite un personaj in o pictura de unde a provenit Invitati Speciali:Julie Brown ca Ms. Marinovich, Danielle Bisutti ca Mona Lisa, Britt Prentice ca Babe Ruth Co-apariții:Amanda Tepe ca Elaine the Security Guard (tipa nebuna cu lanterna), Amy D. Higgins ca Garbage Lady, Keeshan Giles ca Burly Customer, Boris Kievsky ca "Tipatul", Mark Rickard ca Vincent Van Gogh, Michael Stancliff ca Baiatul Albastru |           |                                                                                          |                 |                                            |                    |                    |     |